# Les Guetteurs du passé
 (décembre 2021).
Si vous disposez d'ouvrages ou d'articles de référence ou si vous connaissez des sites web de qualité traitant du thème abordé ici, merci de compléter l'article en donnant les références utiles à sa vérifiabilité et en les liant à la section « Notes et références ».
Les Guetteurs du passé est un roman de Yves Blanc publié en 2010.
Les Guetteurs du passé est un conte futuriste qui met en scène de nombreux thèmes développés sur La Planète bleue, l'émission phare de Couleur 3.
C'est l'histoire d'un historien. Un historien du futur; notre époque, son champ d'étude. L'œil rivé au télescope, il observe la Terre d'aujourd'hui. A un siècle de distance, notre planète s'avère énigmatique, presque incompréhensible. Il porte un regard de colère et de compassion sur ces générations qui l'ont conduite à sa perte. Sur nos incohérences, nos lâchetés, nos aveuglements. Sur la loi du profit, l'obstination dans l'insouciance. Il rapporte notamment ses conversations avec son grand-père qui, comme certains, avait pressenti ce qui allait arriver. Etrange époque. Drôle de créature, qui s'est entêtée à vivre en couple, perpétuant une organisation sociale qui, depuis des millénaires, avait prouvé son inadéquation avec sa propre nature… L'homme de l’ère cybernétique s’était-il déjà fossilisé dans le souvenir de ce qu’il aurait pu être ?
"La Planète Bleue est la bande-son des Guetteurs du passé". (Pierre Charvet, directeur du Computer Music Studio de New York)